# Thomas Lagerlöf
Thomas Olof Lagerlöf (Österåker, 15 novembre 1971) è un allenatore di calcio ed ex calciatore svedese, di ruolo centrocampista.

## Carriera

### Giocatore

#### Club
Lagerlöf giocò nell'AIK dal 1990 al 2001, per poi passare al Lyn Oslo. Esordì nell'Eliteserien il 14 aprile 2002, sostituendo Mohammed Ouseb nel successo per 0-1 sul campo del Bryne. Vi rimase in forza fino al 2004, quando passò al Brommapojkarna.

### Allenatore
Dal 2009 al 2011 fu capo allenatore del Väsby United, che guidò in due campionati di Superettan e in uno di Division 1.
A partire dal 2012, Lagerlöf venne assunto dal Sirius come vice dell'ex compagno di squadra Kim Bergstrand, con cui di fatto formò poi un duo di capi allenatori negli anni seguenti. Al termine della stagione 2013 la squadra conquistò la promozione in Superettan, mentre al termine della Superettan 2016 arrivò un'ulteriore promozione che ha portò i neroblu nella massima serie, seguita da due salvezze.
Dopo aver lavorato insieme per sette anni al Sirius, il tandem Bergstrand-Lagerlöf si ripropose anche nella successiva parentesi, quando entrambi approdarono nel ruolo di capo allenatore al Djurgården a partire dalla stagione 2019. Quel campionato vide il Djurgården tornare ad aggiudicarsi il titolo nazionale a quattordici anni di distanza dall'ultimo trionfo. Durante l'UEFA Europa Conference League 2022-2023 il cammino della squadra proseguì fino agli ottavi di finale. La permanenza del duo sulla panchina del Djurgården durò per quasi sei stagioni fino al 21 ottobre 2024, giorno in cui i due tecnici vennero esonerati a tre giornate dalla fine dell'Allsvenskan 2024 nonché nel mezzo della fase campionato della UEFA Conference League 2024-2025. Tra le ragioni, oltre al malcontento per le numerose sconfitte nei derby contro AIK e Hammarby negli anni, vennero riportati i rapporti non armoniosi tra i giocatori e gli allenatori.